# Der Waffenschmied

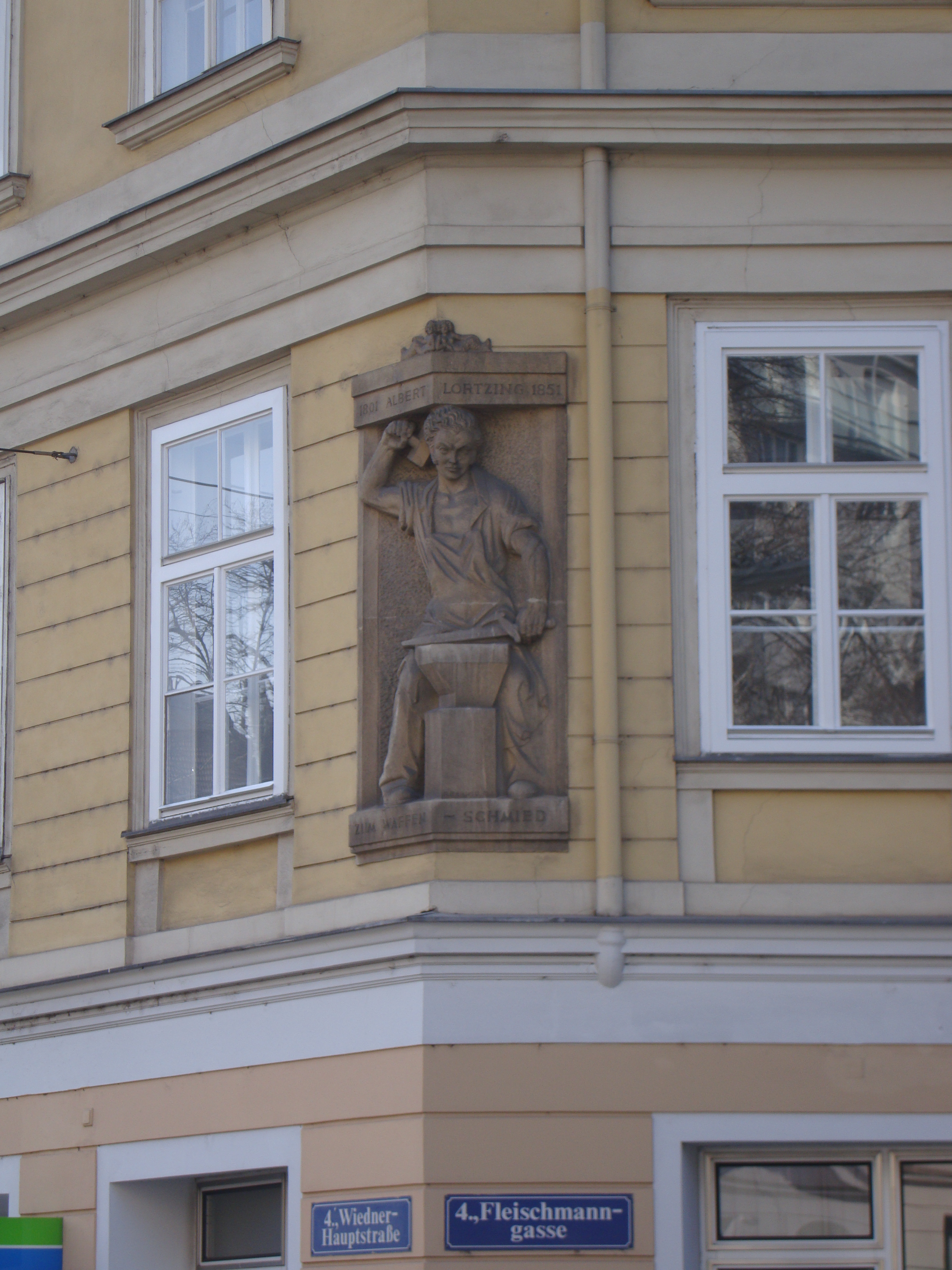
Waffenschmied-Relief an Lortzings Wiener Wohnhaus

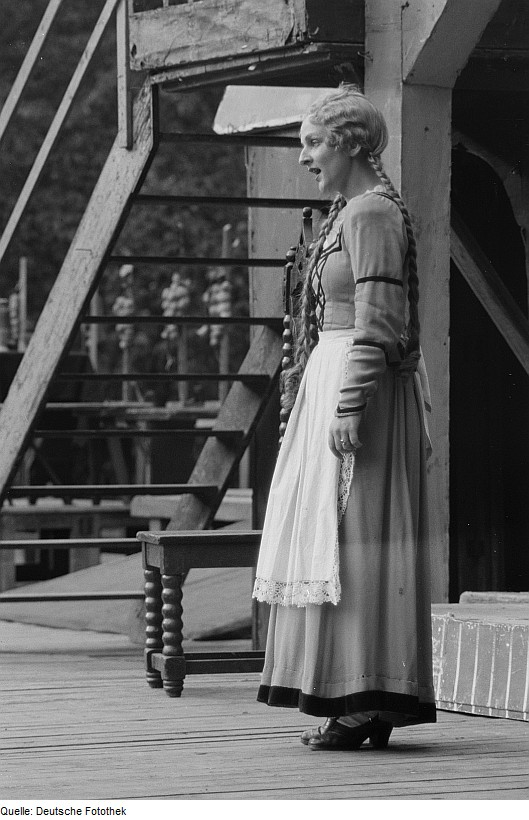
Figur der Marie Stadinger in einer Inszenierung des Waffenschmied in Markkleeberg (1950)

Der Waffenschmied ist eine komische Oper in drei Akten von Albert Lortzing. Auch hier war er – wie bei (fast) allen seinen Werken – sein eigener Librettist. Als Vorlage diente ihm das Lustspiel „Liebhaber und Nebenbuhler in einer Person“ von Friedrich Wilhelm Ziegler. Während seiner Schauspielzeit hatte Lortzing in diesem Stück mehrmals die Rolle des Grafen von Liebenau gespielt, so dass ihm der Stoff sehr vertraut war. Waren in Zieglers Lustspiel die Charaktere noch äußerst grob gestrickt, so wirken sie in Lortzings Libretto wesentlich natürlicher und glaubhafter.
Die Uraufführung fand am 31. Mai 1846 am Theater an der Wien in Wien statt, die erste „Marie“ war dabei Marie Eder, der erste „Stadinger“ Joseph Staudigl.

## Handlung
Ort und Zeit der Handlung: Worms im 16. Jahrhundert.

### Erster Akt
Konrad, der Graf von Liebenau, und sein Knappe Georg arbeiten verkleidet in der Werkstatt des Waffenschmieds Stadinger. Als verkleideter Geselle Konrad, aber auch als rechtmäßig gekleideter Graf, wirbt er um Marie, die Tochter des Waffenschmiedes. Das Werben des rechtmäßigen Grafen ist dem Waffenschmied ein Dorn im Auge. So gibt er Georg, dem verkleideten Knappen des Grafen, den Auftrag, den Grafen zu verjagen, falls dieser in der Abwesenheit des Waffenschmieds versuchen sollte, seiner Tochter nachzustellen.
Graf Konrad von Liebenau, der eigentlich das reiche Fräulein von Katzenstein heiraten soll, will nun endlich wissen, wen Marie wirklich liebt: Konrad, den Grafen, oder Konrad, den Gesellen. Als er am Abend im Grafengewand erscheint, erklärt ihm Marie, dass ihr Herz schon vergeben sei, und gibt dem Grafen den Laufpass. Innerlich frohlockend und den äußeren Schein wahrend, muss er schleunigst verschwinden, da der Waffenschmied zurückkehrt. Nachdem der „eifersüchtige“ Vater alle durcheinandergebracht und sich schließlich alles wieder beruhigt hat, erscheint Marie an der Tür des Gesellen Konrad, um ihm gute Nacht zu wünschen. Dieser regt und meldet sich jedoch nicht. Da sieht sie den Grafen im Garten. Jetzt melden sich erste Zweifel bei ihr, ob es nicht doch besser sei, sich für den Grafen zu entscheiden... (Reichtum allein tut's nicht auf Erden...)

### Zweiter Akt
Konrad, der Geselle, spielt den Eifersüchtigen, weil er sie mit dem Grafen gesehen habe. Aber Marie setzt ihm den Kopf zurecht. Dann küsst er sie … Irmentraut kommt hinzu, schweigt aber, als auch sie einen Kuss erhält. Dies sieht Georg, und es entsteht ein Geschrei und Tumult. Durch diesen angelockt erscheinen Stadinger und zur gleichen Zeit der Ritter Adelhof. Er warnt alle vor dem Grafen Liebenau. In diesem ganzen Durcheinander weist der Waffenschmied Konrad aus dem Haus und bestimmt, dass Marie den Gesellen Georg zu heiraten habe (es muss ihm aber nicht unangenehm sein...).
Verwandlung:
In den Weinbergen vor der Stadt feiert Stadinger sein 25-jähriges Meisterjubiläum. Da erscheint Konrad mit der zitternden Marie. Sie berichten, dass der Graf von Liebenau Marie entführen wollte und er sie gerade noch dem Grafen entrissen habe. Der halb betrunkene Meister flucht. Zuerst will er Marie ins Kloster stecken (es muss ihr aber nicht unangenehm sein...),  besinnt sich dann aber anders. Marie soll Georg heiraten, ob die beiden es nun wollen oder nicht.

### Dritter Akt
Stadinger hat seinen Rausch ausgeschlafen und will sich nun berichten lassen, was am vergangenen Tage los gewesen sei. So sehr man nun auch auf Stadinger einredet, seine Marie gibt er dem Gesellen Konrad nicht. Konrad verlässt das Haus. Bald darauf hört man ein Lärmen und Toben. Es wird gesagt, dass der Graf von Liebenau die Marie mit Gewalt entführen will. Da kommt ein Schreiben vom Magistrat: um des Stadtfriedens willen soll Stadinger dem Konrad seine Tochter zum Weibe geben. Dem alten Waffenschmied bleibt auf Grund der höheren Anordnung nichts Weiteres übrig: (Auch ich war ein Jüngling mit lockigem Haar...)  singt er, in Erinnerung versunken. Als er dann noch erkennt, dass der Geselle Konrad und der Graf von Liebenau ein und dieselbe Person sind, gibt er den beiden seinen Segen (es muss ihnen aber nicht unangenehm sein...).

## Musik
Die Musik des Waffenschmieds ist noch volkstümlicher und damit leichtgewichtiger als in Lortzings früheren Werken. Im Gegensatz zur Undine verzichtet Lortzing im Waffenschmied ganz auf die Leitmotivtechnik.
Als musikalische Höhepunkte seien hervorgehoben:
- Arie des Georg im ersten Akt: Man wird ja einmal nur geboren
- Arie der Marie im ersten Akt: 's mag freilich nicht so übel sein
- Duett zwischen Marie und dem Grafen im zweiten Akt: Ihr wisst, dass er Euch liebt?
- Chor im zweiten Akt: Wie herrlich ist's im Grünen
- Lied des Georg mit Chor im zweiten Akt: War einst ein junger Springinsfeld
- Arie der Marie im dritten Akt: Wir armen, armen Mädchen
- Lied des Stadingers im dritten Akt: Auch ich war ein Jüngling mit lockigem Haar

## Sonstiges
Der Anfang und das Ende der ersten Strophe von Stadingers Lied im dritten Akt „Auch ich war ein Jüngling mit lockigem Haar“ und „Das war eine köstliche Zeit“ sind in den deutschen Zitatenwortschatz eingegangen. Dabei berufen sich sowohl Büchmann als auch der Duden (Band 12: Zitate und Aussprüche) auf Lortzing als Autoren. Dabei stammt das Lied gar nicht aus seiner Feder; vielmehr verfasste es sein Freund  Philipp Jakob Düringer, der auch schon das Lied „Sonst spielt ich mit Szepter“ zu Lortzings Oper „Zar und Zimmermann“ beigesteuert hatte.

## Verfilmungen und aufgezeichnete Inszenierungen
- 1918 – Spielfilm (Stummfilm) 
 Rudolf Meinert (Regie), Karl Otto Krause (Musik), Albert Lortzing (Musikalische Vorlage). [Keine Angaben zu weiteren Mitwirkenden] 
 Delog Deutsche Lichtspiel-Opern KG (Berlin)
- 1932/1933 – Verfilmung als Kurzoper (28 Minuten) – „Der Waffenschmied. Ein lustiger Kurz-Opern-Querschnitt nach Albert Lortzing“ 
 Herbert Körner und Herbert Lichtenstein (Drehbuch und Regie), Willy Goldberger (Kamera) [Keine Angaben zu weiteren Mitwirkenden] 
 Europa Filmverleih AG Berlin
- 1962 – Fernsehfassung (100 Minuten) 
 Willy Duvoisin (Regie) 
 mit Chor und Orchester, Kurt Wallberg (Dirigent) 
 Sängerensemble: Adolf Meyer-Bremen, Rosl Schwaiger, Heinz Hermann, Ferry Gruber, Eva-Maria Görgen 
 TV-Produktion (1962)
- 1982 – Fernsehfassung (60 Minuten) 
 Robert Stromberger (Bearbeitung), Karlheinz Hundorf (Regie), Erich Windprechtinger (Aufnahmeleitung) 
 mit Chor des Württembergischen Staatstheater Stuttgart, Radio-Sinfonieorchester Stuttgart, Peter Schneider (Dirigent), Peter Lühr (Erzähler), Kurt Moll (Stadinger), Monika Schmitt (Marie), Ludwig Baumann (Graf), Hans-Jörg Weinschenk (Georg), Fritz Graas (Adelhof), Eva Gilhofer (Irmentraut) 
 Salzburger Marionettentheater ZDF / ORF Produktion
- 1988 – Einführungsfilm (38 Minuten) – „Der Waffenschmied (aus der Reihe: Opernführer)“ 
 Werner Lütje (Regie) [Keine Angaben zu weiteren Mitwirkenden] 
 Inter Nationes (Bad Godesberg)

## Tonaufnahmen

### Gesamtaufnahmen und Querschnittproduktionen
- 1936 – Gesamtaufnahme mit Dialogen – Gustav Adolf Schlemm (Dirigent), Chor und Orchester des Reichssenders Berlin 
mit Michael Bohnen (Stadinger), Carla Spletter (Marie), Hans Wocke (Graf), Erich Zimmermann (Georg), Erich Rauch (Adelhof), Margarete Arndt-Ober (Irmentraut), Arthur Große (Brenner), Hans Sternberg (Schmiedegeselle) 
Line Music (2 CD), Gebhardt Classics (2 CD), Mono (Überspielung einer Radioproduktion)
- 1943 – Auszüge (Querschnitt) – Hanns Steinkopf  (Dirigent), Großes Berliner Rundfunkorchester 
mit Wilhelm Strienz (Stadinger), Tresi Rudolph (Marie), Karl Schmitt-Walter (Graf), Ernst Kunz (Georg), Elisabeth Waldenmann (Irmentraut) 
Relief (1 CD), Mono (Überspielung einer Radioproduktion)
- 1953 – Auszüge (Querschnitt-Potpourri) – Wilhelm Schüchter (Dirigent), Chor und Berliner Symphoniker 
mit Gottlob Frick (Stadinger), Lisa Otto (Marie), Hermann Prey (Graf), Gerhard Unger (Georg), Emmy Hagemann (Irmentraut) 
Odeon (1 EP [17-cm-Single-Format]) / EMI Electrola (1 CD), Mono
- 1958 – Gesamtaufnahme mit Dialogen – Jan Koetsier (Dirigent), Chor und Symphonieorchester des Bayerischen Rundfunks 
mit Gottlob Frick (Stadinger), Hanna Scholl (Marie), Hermann Prey (Graf), Friedrich Lenz (Georg), Benno Kusche (Adelhof), Hetty Plümacher (Irmentraut), N.N. (Brenner), N.N. (Schmiedegeselle) 
Relief (2 CD), Mono (Überspielung einer Radioproduktion)
- 1961 – Auszüge (Querschnitt) – Horst Stein (Dirigent), Chor und Orchester der Hamburgischen Staatsoper 
mit Heinz Hagenau (Stadinger), Erna-Maria Duske (Marie), Horst Günter (Graf), Kurt Marschner (Georg), Siegmund Roth (Adelhof), Maria von Ilosvay (Irmentraut) 
Opera / Eurodisc (1 LP), Stereo
- 1963 – Auszüge (Querschnitt) – Peter Ronnefeld (Dirigent), Chor der Wiener Staatsoper, Orchester der Wiener Volksoper 
mit Oskar Czerwenka (Stadinger), Hilde Güden (Marie), Waldemar Kmentt (Georg) 
Decca (1 LP), Stereo
- 1963 – Auszüge (Querschnitt) – Heinz Fricke (Dirigent), Chor der Deutschen Staatsoper Berlin, Staatskapelle Berlin 
mit Hans Krämer (Stadinger), Elisabeth Ebert (Marie), Günther Leib (Graf), Harald Neukirch (Georg), Gertraud Prenzlow (Irmentraut) 
Eterna / Pergola-Philips (1 LP) / Berlin Classics (1 CD), Stereo
- 1963 – Auszüge (Querschnitt) – Christoph Stepp (Dirigent), RIAS-Kammerchor, Radio-Symphonie-Orchester Berlin 
mit Josef Greindl (Stadinger), Gundula Janowitz (Marie), Thomas Stewart (Graf), Martin Vantin (Georg), Sieglinde Wagner (Irmentraut) 
Deutsche Grammophon (1 CD) / Heliodor (1 LP), Stereo
- 1964 – Gesamtaufnahme mit Dialogen – Fritz Lehan (Dirigent), Chor und Orchester der Bayerischen Staatsoper München 
mit Kurt Böhme (Stadinger), Lotte Schädle (Marie), Hermann Prey (Graf), Gerhard Unger (Georg), Fritz Ollendorff (Adelhof), Gisela Litz (Irmentraut), Franz Klarwein (Brenner), Otto Dechantsreiter (Schmiedegeselle) 
EMI Electrola (2 CD), Stereo
- 2004 – Gesamtaufnahme mit Dialogen – Leopold Hager (Dirigent), Chor des Bayerischen Rundfunks, Münchner Rundfunkorchester 
mit John Tomlinson (Stadinger), Ruth Ziesak (Marie), Bo Skovhus (Graf), Kjell Magnus Sandvé (Georg), Martin Hausberg (Adelhof), Ursula Kunz (Irmentraut), Andres Schulist (Brenner), Rudolf Hillebrand (Schmiedegeselle) 
Calig Classics / Hänssler-Edition (2 CD), Stereo (Co-Produktion mit dem Bayerischen Rundfunk)
- 2021 – Gesamtaufnahme ohne Dialoge – Leo Hussain (Dirigent), Arnold Schoenberg Chor, ORF Radio-Symphonieorchester Wien 
mit Günther Groissböck (Stadinger), Miriam Kutrowatz (Marie), Timothy Connor (Graf), Andrew Morstein (Georg), Ivan Zinoviev (Adelhof), Juliette Mars (Irmentraut), Jan Petryka (Brenner) 
Capriccio (2 CD), Stereo, (Co-Produktion mit dem Österreichischen Rundfunk ORF)

### Einzelaufnahmen (Auswahl)
- 1902 – aus Nr. 4 Finale: Arioso „Gern gäb ich Glanz und Reichtum hin“ (Graf) 
 Gustav Waschow (Bariton), Orchesterbegleitung, N.N. (Dirigent) 
 Grammophone Record (1 Schellackschallplatte), Mono
- 1903 – Nr. 2 Arie „Man wird ja einmal nur geboren“ (Georg) [gekürzt] 
 Hermann Schramm (Tenor), N.N. (Klavierbegleitung) 
 Grammophone Concert Record (1 Schellackschallplatte), Mono
- 1905 – aus Nr. 4 Finale: Arioso „Er ist so gut“ (Marie) 
 Minnie Nast (Sopran), N.N. (Klavierbegleitung) 
 Grammophone Concert Record (1 Schellackschallplatte), Mono
- ca. 1905 – Nr. 13 Lied „Auch ich war ein Jüngling mit lockigem Haar“ (Stadinger) 
 Wilhelm Hesch (Bass), N.N. (Klavierbegleitung) 
 Grammophone Concert Record (1 Schellackschallplatte), Mono
- 1906 – Nr. 13 Lied „Auch ich war ein Jüngling mit lockigem Haar“ (Stadinger) 
 Alfred Herbert (Bass), Orchesterbegleitung, N.N. (Dirigent) 
 Anker-Record (1 Schellackschallplatte), Mono
- 1907 – Nr. 2 Arie „Man wird ja einmal nur geboren“ (Georg) [gekürzt], Nr. 9 Lied „War einst ein junger Springinsfeld“ (Georg) [gekürzt] 
 Robert Philipp (Tenor), Chor und Orchester der Königlichen Hofoper Berlin, Bruno Seidler-Winkler (Dirigent) 
 Grammophone Concert Record (1 Schellackschallplatte), Mono
- 1909 – Nr. 7 Duett „Du bist ein arbeitsamer Mensch“ (Georg, Stadinger) [gekürzt] 
 Hermann Schramm (Tenor), Joseph Gareis (Bass), Orchesterbegleitung, N.N. (Dirigent) 
 Zonophone Record (1 Schellackschallplatte), Mono
- 1910 – Nr. 9 Lied „War einst ein junger Springinsfeld“ (Georg) 
 Hermann Ottmar (Tenor), Orchesterbegleitung, F. Kark (Dirigent) 
 Beka-Records (1 Schellackschallplatte), Mono
- ca. 1910 – aus Nr. 4 Finale: Arioso „Gern gäb ich Glanz und Reichtum hin“ (Graf) 
 Adolf Lieban (Bariton), Orchesterbegleitung, N.N. (Dirigent) 
 Zonophone Record (1 Schellackschallplatte), Mono
- 1912 – aus Nr. 4 Finale: Rezitativ und Arioso „Er schläft“ (Marie) 
 Hermine Bosetti (Sopran), Orchesterbegleitung, N.N. (Dirigent) 
 Odeon (1 Schellackschallplatte), Mono
- 1912 – Nr. 9 „War einst ein junger Springinsfeld“ (Georg) [gekürzt] 
 Eduard Lichtenstein (Tenor), Chor und Orchesterbegleitung, N.N. (Dirigent) 
 Odeon (1 Schellackschallplatte), Mono
- 1913 – Nr. 13 Lied „Auch ich war ein Jüngling mit lockigem Haar“ (Stadinger) 
 Carl Braun (Bass), Orchesterbegleitung, N.N. (Dirigent) 
 Odeon (1 Schellackschallplatte), Mono
- 1916 – Nr. 13 Lied „Auch ich war ein Jüngling mit lockigem Haar“ (Stadinger) 
 Paul Knüpfer (Bass), Orchesterbegleitung, N.N. (Dirigent) 
 Grammophon (1 Schellackschallplatte), Mono
- 1924 – Nr. 13 Lied „Auch ich war ein Jüngling mit lockigem Haar“ (Stadinger) 
 Franz Biehler (Bass), Orchesterbegleitung, N.N. (Dirigent) 
 Parlophon (1 Schellackschallplatte), Mono
- 1925  – Nr. 9 „War einst ein junger Springinsfeld“ (Georg) [gekürzt] 
 Eduard Lichtenstein (Tenor), Orchesterbegleitung, N.N. (Dirigent) 
 Homokord (1 Schellackschallplatte), Mono
- 1929 – Nr. 13 Lied „Auch ich war ein Jüngling mit lockigem Haar“ (Stadinger) 
 Ludwig Hofmann (Bass), Orchesterbegleitung, Julius Prüwer (Dirigent) 
 Grammophon (1 Schellackschallplatte), Mono
- ca. 1930 – Nr. 11 Arie „Wir armen, armen Mädchen“ (Marie) 
 Elisabeth van Endert (Sopran), Orchesterbegleitung, N.N. (Dirigent) 
 Electrola (1 Schellackschallplatte), Mono
- 1932 – aus Nr. 4 Finale: Rezitativ und Arioso „Er schläft“ (Marie) 
 Irma Beilke (Sopran), Orchester des Deutschen Opernhauses, Johannes Schüler (Dirigent) 
 Imperial (1 Schellackschallplatte) / Historia Top Classic (2 LP), Mono
- ca. 1932 – Ouvertüre Großes Konzert-Orchester 
 Bruno Seidler-Winkler (Dirigent) 
 Electrola (1 Schellackschallplatte), Mono
- 1933 – aus Nr. 4 Finale: Rezitativ und Arioso „Er schläft“ (Marie) 
 Margarete Teschemacher (Sopran), Orchesterbegleitung, Hanns Udo Müller (Dirigent) 
 Electrola (1 Schellackschallplatte), Mono
- 1937 – Nr. 13 Lied „Auch ich war ein Jüngling mit lockigem Haar“ (Stadinger) 
 Wilhelm Strienz (Bass), Orchester der Staatsoper Berlin, Bruno Seidler-Winkler (Dirigent) 
 Electrola (1 Schellackschallplatte) / Preiser Records (1 CD), Mono
- 1943 – Nr. 13 Lied „Auch ich war ein Jüngling mit lockigem Haar“ (Stadinger) 
 Georg Hann (Bass), Bayerisches Staatsorchester, Heinrich Hollreiser (Dirigent) 
 Deutsche Grammophon (1 LP), Mono
- ca. 1951 – Nr. 13 Lied „Auch ich war ein Jüngling mit lockigem Haar“ (Stadinger) 
 Wilhelm Schirp (Bass), Orchester des Deutschen Opernhauses, Walter Lutze (Dirigent) 
 Telefunken (1 Schellackschallplatte), Mono
- 1952 – aus Nr. 4 Finale: Rezitativ und Arioso „Er schläft“ (Marie) 
 Elfride Trötschel (Sopran), Württembergisches Staatsorchester, Ferdinand Leitner (Dirigent) 
 Deutsche Grammophon (1 LP) / Preiser Records (1 CD), Mono
- 1955 – Nr. 13 Lied „Auch ich war ein Jüngling mit lockigem Haar“ (Stadinger) 
 Kim Borg (Bass), Münchener Philharmoniker, Ferdinand Leitner (Dirigent) 
 Deutsche Grammophon (1 LP), Preiser Records (1 CD), Mono
- 1958 – Nr. 2 Arie „Man wird ja einmal nur geboren“ (Georg) 
 Fritz Wunderlich (Tenor), Berliner Symphoniker, Artur Rother (Dirigent) 
 Eurodisc (1 LP) / Sony (1 CD), Stereo
- 1959 – Nr. 9 „War einst ein junger Springinsfeld“ (Georg) 
 Fritz Wunderlich (Tenor), Chor und Radio-Sinfonieorchester Stuttgart des SWR, Alfons Rischner (Dirigent) 
 SWR Hänssler Edition (1 CD), Stereo
- 1962 – Nr. 13 Lied „Auch ich war ein Jüngling mit lockigem Haar“ (Stadinger) 
 Arnold van Mill (Bass), Chor und Orchester, Robert Wagner (Dirigent) 
 Decca (1 CD) / Philips (1 LP), Stereo
- 1965 – Nr. 11 Arie „Wir armen, armen Mädchen“ (Marie) 
 Rita Bartos (Sopran), Kölner Rundfunk-Sinfonie-Orchester, Franz Marszalek (Dirigent) 
 Polydor (1 LP), Stereo
- 1965 – Nr. 13 Lied „Auch ich war ein Jüngling mit lockigem Haar“ (Stadinger) 
 Gerd Nienstedt (Bass), Kölner Rundfunk-Sinfonie-Orchester, Franz Marszalek (Dirigent) 
 Polydor (1 LP), Fan special (1 LP), Stereo
- ca. 1966 – Nr. 2 Arie „Man wird ja einmal nur geboren“ (Georg), Nr. 13 Lied „Auch ich war ein Jüngling mit lockigem Haar“ (Stadinger) 
 Alfred Scholle (Tenor), Georg Stern (Bass), Orchesterbegleitung, Giuseppe Ferrari (Dirigent) 
 Primaphon (1 LP), Stereo
- 1972 - aus Nr. 4 Finale: Arioso „Er ist so gut und brav“ (Marie) 
 Ursula Farr (Sopran), Wiener Volksopernorchester, Franz Bauer-Theussl (Dirigent) 
 Decca (1 LP), Stereo
- 1977 – Nr. 13 Lied „Auch ich war ein Jüngling mit lockigem Haar“ (Stadinger) 
 Karl Ridderbusch (Bass), Duisburger Symphoniker, Bernhard Mehler (Dirigent) 
 FonoTeam (1 LP), Stereo
- 1981 – Nr. 13 Lied „Auch ich war ein Jüngling mit lockigem Haar“ (Stadinger) 
 Kurt Moll (Bass), Münchener Rundfunkorchester, Kurt Eichhorn (Dirigent) 
 Orfeo (1 CD), Stereo
- 1985 – Ouvertüre 
 Großes Rundfunk-Orchester Leipzig, Adolf Fritz Guhl (Dirigent) 
 MarcoPolo (1 CD), Stereo
- 2002 – Nr. 13 Lied „Auch ich war ein Jüngling mit lockigem Haar“ (Stadinger) [englisch gesungen] 
 John Tomlinson (Bass), Philharmonia Orchestra, David Parry (Dirigent) 
 Chandos (1 CD), Stereo
- 2002 – Ouvertüre (Bearbeitung für Klavier vierhändig von Arnold Schönberg) 
 Piano Duo Trenkner-Speidel: Evelinde Trenkner und Sontraud Speidel (Klavier) 
 MDG Dabringhaus und Grimm (1 CD), Stereo
- 2017 – Ouvertüre 
 Malmö Opera Orchestra, Jun Märkl (Dirigent) 
 Naxos (1 CD), Stereo